# Széllyes Sándor
Széllyes Sándor (Mikháza, 1932. július 4. – Marosvásárhely, 2006. január 15.) rímfaragó, népdalénekes.

## Élete
Széllyes Sándor 1932-ben született Erdélyben, a Maros megyében fekvő Mikházán. Marosvásárhelyen, a Bolyai Farkas Líceumban érettségizett 1951-ben, majd tanított. Évekig munkaszolgálatos volt, ezt követően pedig a marosvásárhelyi konzervgyár alkalmazottjaként dolgozott. 
A Székely Népi Együttes megalakulása óta a társulat énekese (1956-1988), egy ideig művészeti vezetője is. Az együttessel sikeres turnékon vett részt (pl. Szovjetunió, Észak-Korea, Kína, Mongólia). Az 1990-es években Ausztriában, Németországban, Franciaországban, Svédországban, az USA-ban, Kanadában vendégszerepelt. Feledhetetlen fellépéseiért Rákóczi-elismerésben részesült, „humorban gazdag székely góbéként” tartották számon. Megkapta a kanadai Orbán Balázs Egyesület, valamint a csíkszeredai Hargita Nemzeti Székely Népi Együttes emléklapját is.

## Emlékezete
- Székely Szabó Zoltán: Szerencsés jó estét kívánok e háznak… Széllyes Sándor emlékezete. Kriterion Könyvkiadó, Kolozsvár, 2013.
- Kriza János Néprajzi Társaság: Erdélyi Értékek Tára: Széllyes Sándor életműve Online hozzáférés